# Teatro Margherita (Bari)
Le Teatro Margherita est l'un des théâtres historiques de la ville de Bari, rouvert en décembre 2018 après une longue restauration et transformé en musée d'art contemporain. 

## Histoire
Le théâtre Margherita a été construit entre 1912 et 1914 dans l'anse du vieux port sur des piliers plantés en mer, pour contourner le pacte signé entre la municipalité de Bari et la famille Petruzzelli selon lequel l'administration s'engageait à ne pas réaliser d'autres théâtres sur des terrains municipaux, à l'exception des bâtiments sur la mer. Le théâtre a été construit pour remplacer le Variétà Margherita, un théâtre en bois inauguré le 5 septembre 1910, qui a fait l'objet de violentes critiques aussi bien de la part d'entrepreneurs locaux, dont un projet similaire avait été refusé, que de celles des frères Messeni, propriétaires du Teatro Petruzzelli, qui y voyaient un concurrent potentiel. Le Margherita en bois a été de courte durée car le 22 juillet 1911 à trois heures du matin, le théâtre a été rasé par un violent incendie qui l'a détruit en une heure et dont les causes n'ont jamais été élucidées. 
La structure du théâtre Margherita a été conçue dans le style Liberty. Il s'agissait du premier bâtiment en béton armé à Bari et unique en Europe pour sa construction particulière sur pilotis. Entièrement entouré d'eau, le théâtre était relié au continent par une jetée. 
L'inauguration du théâtre, nommé Kursaal Margherita, eut lieu le 22 août 1914 à 21 heures, avec un programme de variétés choisi contenant les meilleurs numéros du Café-concert et plusieurs attractions spectaculaires. Dans la seconde moitié des années 1920 avec l'ajout du plancher[incompréhensible], construit par le Circolo della Vela en dessous du théâtre, et avec le remplissage ultérieur de la promenade, le Margherita abandonna l'apparence de construction suspendue au-dessus de l'eau et fut ainsi isolé de la mer. 
En 1943, le théâtre Margherita, occupé par l'armée anglo-américaine, a été rebaptisé Garrison Theatre, se transformant en un service auxiliaire et un club de divertissement pour les troupes. Il a été endommagé à la fois par le bombardement du 2 décembre 1943 et par les éclats de l'explosion du navire Henderson le 9 avril 1945. En 1946, il a été rendu à la société Orphée, qui en 1912 avait obtenu la concession de l' Etat pour la construction du théâtre, qui a favorisé sa restructuration et l'a transformé en cinéma jusqu'en 1979, lorsque la société a restitué l'édifice au service des Domaines.

## Description
Le bâtiment, dont les influences stylistiques se réfèrent à l'Art nouveau, est de plan rectangulaire. 
L'intérieur, en plus de la salle de cinéma, a un grand hall d'entrée couvert par un dôme décoré de stucs et de peintures murales réalisées par une famille de décorateurs de l'époque, la famille Colonna, et daté de 1914, la même année que le théâtre. 
À partir du 20 février 1980, probablement en raison de coûts élevés et d'une faible productivité, le bâtiment a été fermé permettant le démarrage des restaurations qui se sont poursuivies en alternance jusqu'en 2019.

## Conversion
Le théâtre a fait l'objet d'une restauration des façades extérieures jusqu'en 2009. La consolidation des fondations marines de presque toutes les structures a été réalisée, en plus des éléments décoratifs, des agencements et de l'appareil décoratif du foyer. Certaines de ces interventions ont également été réalisées grâce aux fonds du Jeu du Loto, sur la base de ce qui est réglementé par la loi 662/96 . Le bâtiment, bien qu'il n'ait pas été entièrement restauré en interne, a été utilisé temporairement comme salle d'exposition. L'intention de la municipalité était de le réutiliser comme salle de théâtre, mais le coût du projet a fait modifier les plans de développement du bâtiment. Il a ainsi été transformé en le premier complexe muséal d'art contemporain de la capitale des Pouilles, le BAC (Bari arte contemporanea). La fondation privée Morra Greco a ainsi offert sa prestigieuse collection d'art contemporain avec un prêt gratuit d'une durée de trente ans. Le projet, créé par l'architecte David Chipperfield, ne bouleverse pas le théâtre qui restera dans sa forme originale. Les éléments du projet concernent l'organisation fonctionnelle des espaces intérieurs et la mise en place d'un escalier scénographique qui mènera à la galerie. 
Après deux ans de travaux, le Théâtre Margherita a été rouvert au public en décembre 2018 avec une exposition sur Van Gogh qui a duré jusqu'en avril 2019 avec 94 895 entrées.

## Galerie d'images

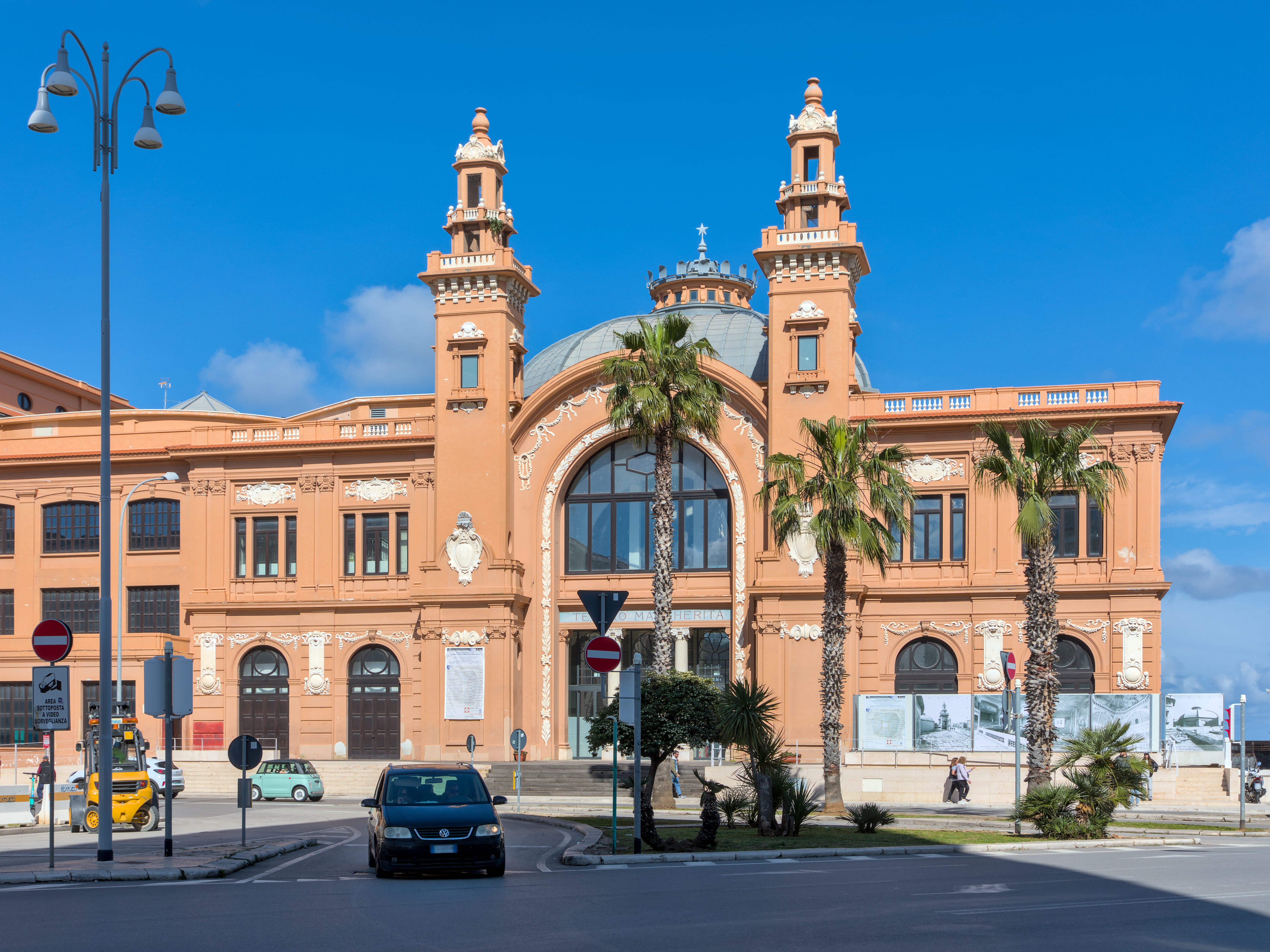
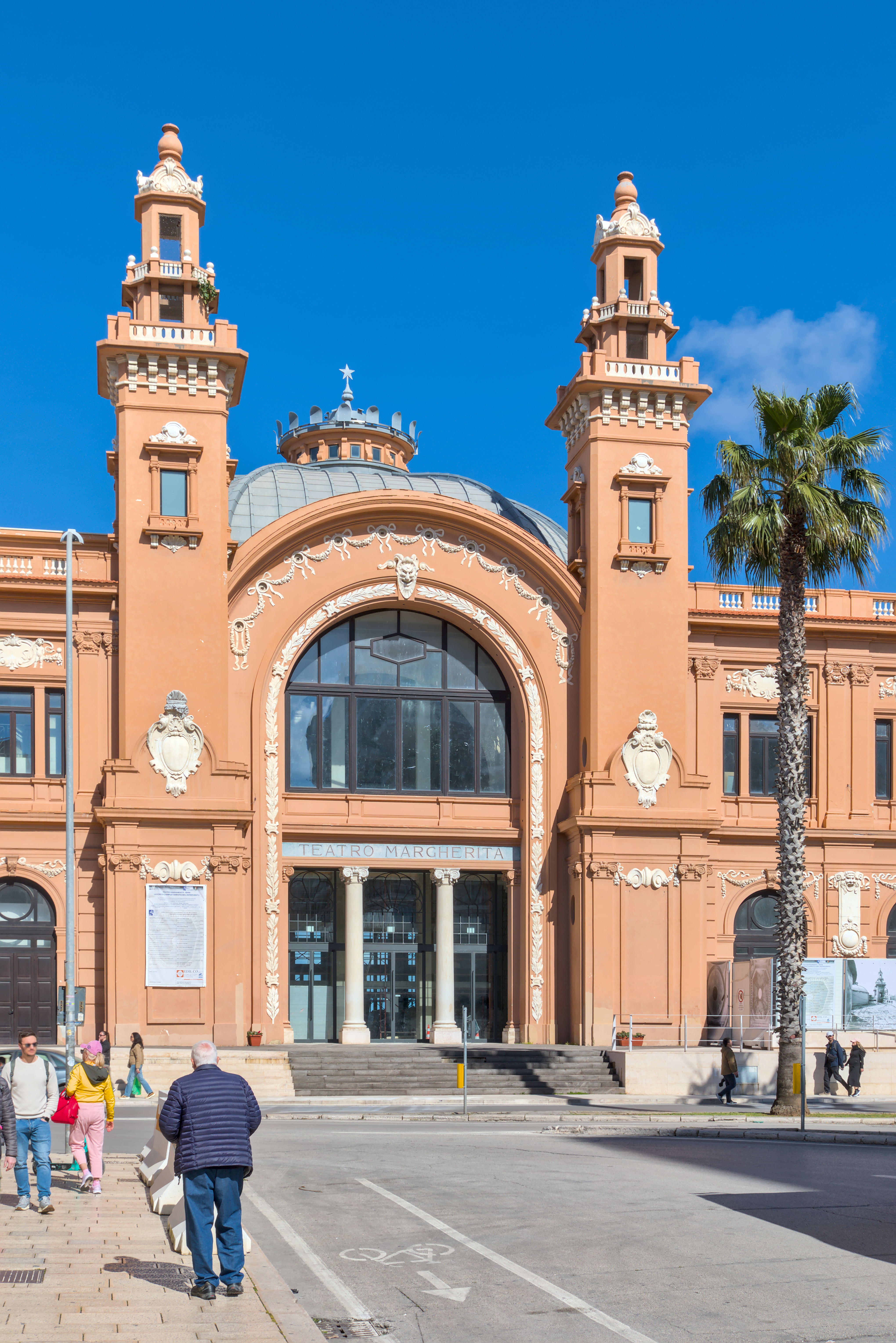
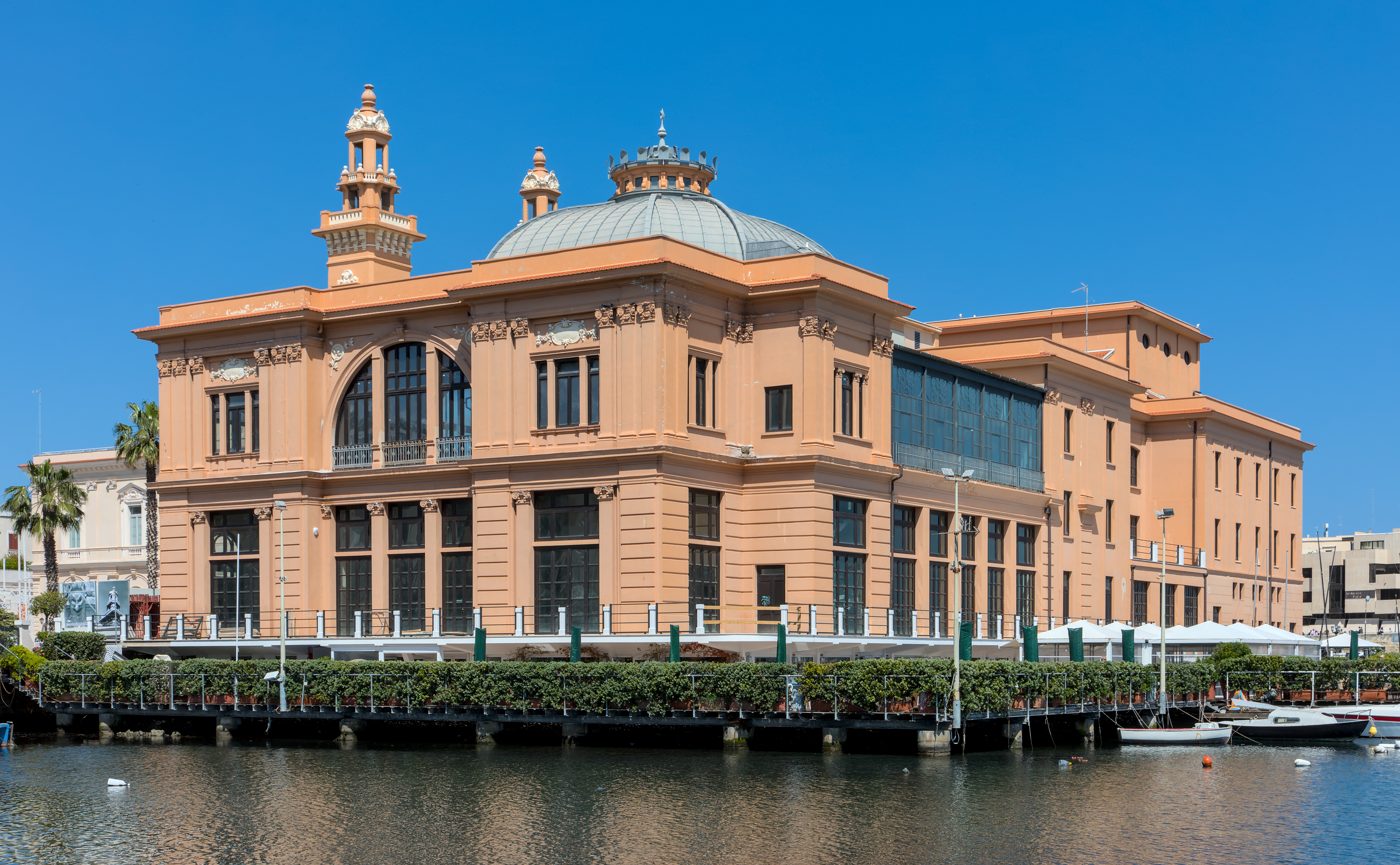
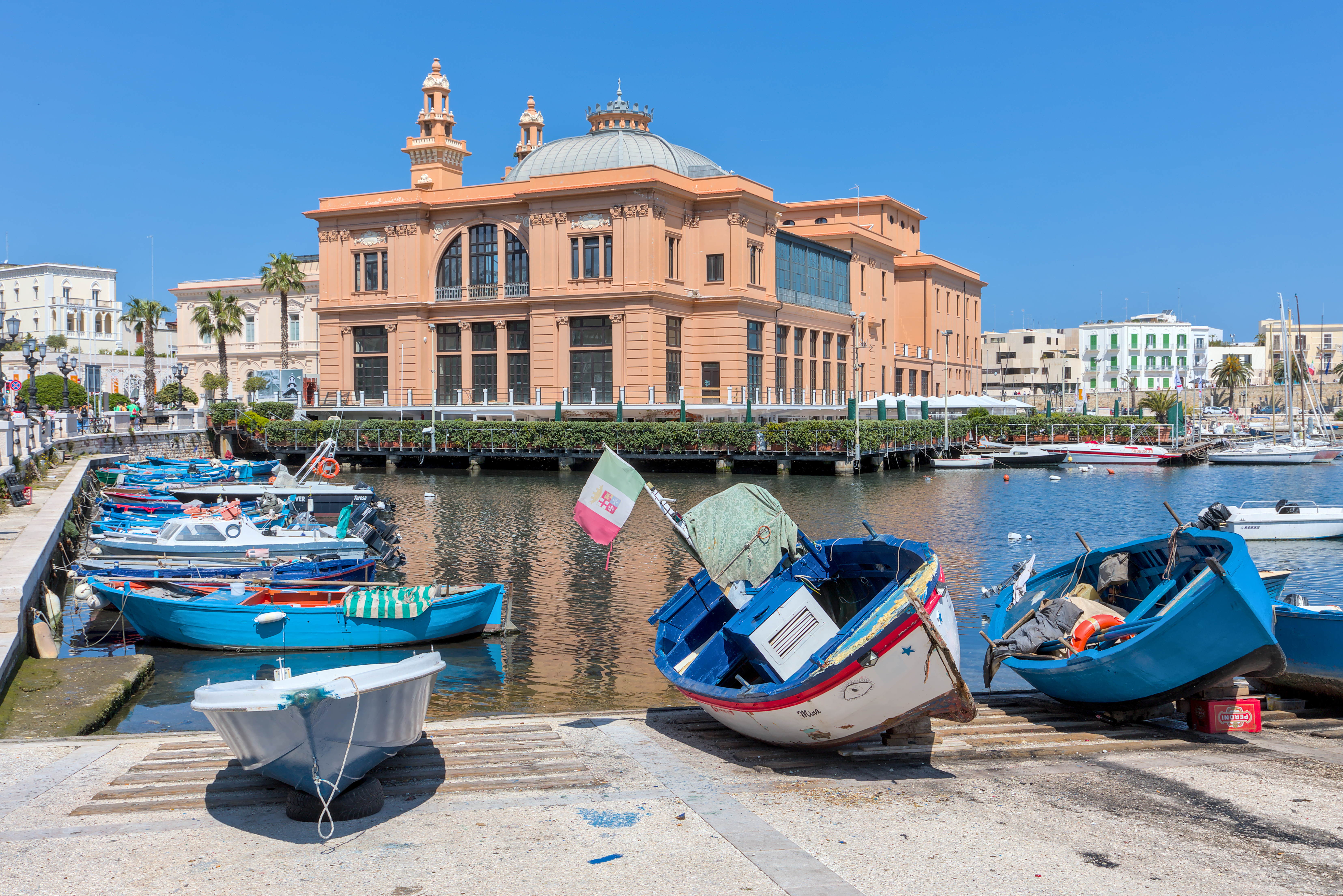
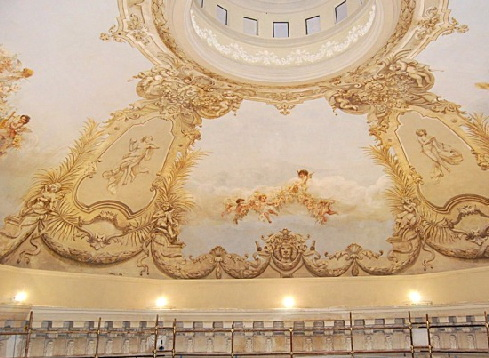
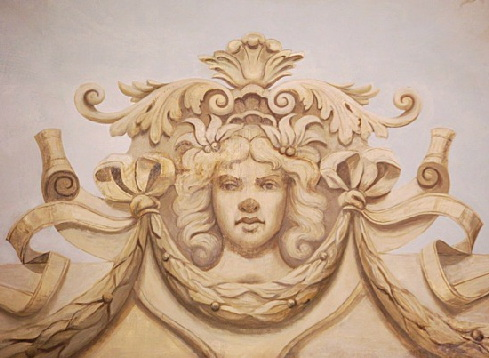
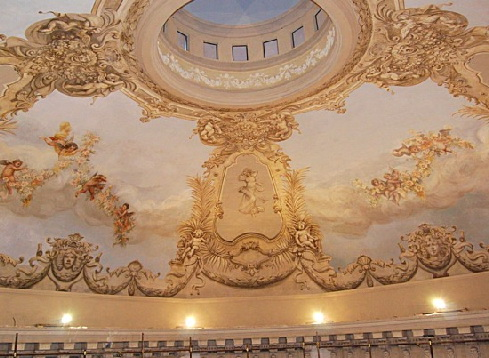
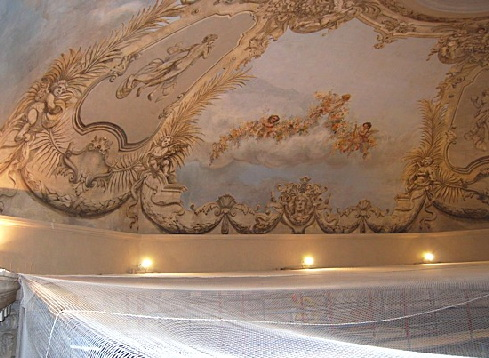